# Melaleuca parviceps
Melaleuca parviceps är en myrtenväxtart som beskrevs av John Lindley. Melaleuca parviceps ingår i släktet Melaleuca och familjen myrtenväxter.
Artens utbredningsområde är Western Australia. Inga underarter finns listade i Catalogue of Life.